# Nancy Travis
Nancy Travis (New York, 1961. szeptember 21. –) amerikai színésznő és modell.

## Élete

### Fiatalkora
Gordon Travis ügyvezető értékesítő és Theresa Travis szociális munkás gyermekeként jött a világra 1961. szeptember 21-én. Kezdetben Baltimore-ban és Bostonban éltek. Elvégezte a Framingham High Schoolt, majd New Yorkba költözött, hogy színészetet tanuljon. A Circle in the Square Theatre School elvégzése után a New York-i egyetem drámatagozatán diplomázott. Ez idő alatt több színházi darabban is fellépett, csatlakozott Neil Simon Brighton Beach memoirs elnevezésű turnéjához, látható volt Frances McDormand-dal a Connecticut királya vagy Judd Hirsch társaságában a Nem vagyok Rappaport című darabban. 

### Pályafutása
1985-ben tűnt fel először a képernyőn a Malice in Wonderland című, Elizabeth Taylor főszereplésével készült tv-filmben, Ann szerepében. A következő évben máris főszerephez jutott Art Malik mellett a Hárem című romantikus drámában. A következő években láthattuk a Három férfi és egy bébi című családi vígjátékban, a Karácsonyra otthon című filmdrámában vagy a Michelle Pfeiffer és Alec Baldwin főszereplésével készült Keresztanya című vígjátékban, Karen Lutnick szerepében. Aztán 1990-ben két film hozta meg számára a szélesebb körű ismertséget.
A Higgy neki, hisz zsaru című thrillerben Richard Gere és Andy García partnere volt, mint Raymond Avilla felesége, Kathleen. A Csőre töltve című akcióvígjátékban pedig Gene Hackman és Dan Aykroyd mellett alakíthatta Riva-t, a csinos izraeli titkos ügynököt. Az Air America című akciófilmben is feltűnt egy kisebb szerepben, majd még egy filmet vállalt Tom Selleck, Steve Guttenberg és Ted Danson mellett a Három férfi és egy kis hölgyben, a 87-es film folytatásában. 1992-ben Robert Downey Jr. Chaplinről készült életrajzi filmjében ő volt Joan Barry. A Nyom nélkül című filmben pedig Rita Baker szerepében segítette Jeff Harrimant (Kiefer Sutherland), aki eltűnt barátnője után kutat.
Mike Myers partnereként bolondozhatott az Elbaltázott nászéjszaka című vígjátékban, majd A pénz boldogít című filmben olyan sztárokkal játszhatott együtt, mint Kirk Douglas és Michael J. Fox. 1994 és 1997 között a Duckman: Private Dick/Family Man című animációs sorozat 67 epizódjában több karakternek is kölcsönözte a hangját. Az Almost Perfect című vígjátéksorozat főszereplőjeként ő alakította Kim Coopert. Több kisebb-nagyobb szerep mellett 2011 és 2019 között az Apa csak egy van című vígjátéksorozatban ő Vanessa Baxter, Mike (Tim Allen) felesége. A sorozat jelenleg (2019-ben) a 151. résznél tart.

### Magánélete
1994-ben ment hozzá Robert N. Fried filmproducerhez. Két gyermekük született, Benjamin E. Fried 1998-ban, és Jeremy Fried 2001-ben. Benjamin - édesanyja nyomdokait követve - szintén a színész szakmát választotta.

## Filmográfia

### Film
| Év   | Magyar cím                   | Eredeti cím                           | Szerep                  | Magyar hang       |
| ---- | ---------------------------- | ------------------------------------- | ----------------------- | ----------------- |
| 1987 | Három férfi és egy bébi      | Three Men and a Baby                  | Sylvia Bennington       | Götz Anna         |
| 1988 | Keresztanya                  | Married to the Mob                    | Karen Lutnick           |                   |
| 1988 | Kiállítva                    | Eight Men Out                         | Lyria Williams          |                   |
| 1990 | Csőre töltve                 | Loose Cannons                         | Riva                    | Tóth Enikő        |
| 1990 | Higgy neki, hisz zsaru       | Internal Affairs                      | Kathleen "Kathy" Avilla | Kováts Adél       |
| 1990 | Air America                  | Air America                           | Corinne Landreaux       | Farkasinszky Edit |
| 1990 | Három férfi és egy kis hölgy | Three Men and a Little Lady           | Sylvia Bennington       | Tóth Enikő        |
| 1992 | Boldog boldogtalan           | Passed Away                           | Cassie Slocombe         | Csere Ágnes       |
| 1992 | Chaplin                      | Chaplin                               | Joan Barry              | Hirling Judit     |
| 1993 | Nyom nélkül                  | The Vanishing                         | Rita Baker              | Söptei Andrea     |
| 1993 | Elbaltázott nászéjszaka      | So I Married an Axe Murderer          | Harriet Michaels        | Für Anikó         |
| 1994 | A pénz boldogít              | Greedy                                | Robin                   | Balázs Ágnes      |
| 1995 | Kutyavilág                   | Fluke                                 | Carol Johnson           | Hegyi Barbara     |
| 1995 | Kutyavilág                   | Fluke                                 | Carol Johnson           | Hámori Eszter     |
| 1995 | Ki nevet a végén?            | Destiny Turns on the Radio            | Lucille                 | Gubás Gabi        |
| 1996 | Segíts, mumus!               | Bogus                                 | Lorraine Franklin       | Tóth Enikő        |
| 2000 | Halálos azonosság            | Beyond Suspicion (Auggie Rose)        | Carol                   |                   |
| 2005 | Négyen egy gatyában          | The Sisterhood of the Traveling Pants | Lydia Rodman            | Orosz Anna        |
| 2007 | A Jane Austen könyvklub      | The Jane Austen Book Club             | Cat Harris              | Szórádi Erika     |
| 2014 |                              | Squatters                             | Carol                   |                   |
| 2015 | A tenger alatt járó kölyök   | The Submarine Kid                     | Mrs. Koll               |                   |
| 2017 |                              | Bernard and Huey                      | Mona                    |                   |
| 2018 |                              | Married Young                         | Rachel                  |                   |
| 2021 |                              | Night of the Animated Dead            | Helen Cooper (hangja)   |                   |
| 2024 | Köztünk élő angyalok         | Ordinary Angels                       | Barbara Schmitt         | Incze Ildikó      |

Rövidfilmek
- 1989: How Much Is Really True? – ismeretlen szerep
- 1995: Lieberman in Love –  Kate
- 2007: Sally – Sally
- 2014: Dissonance – Bobbi
- 2022: Those We Carry – ismeretlen szerep

### Televízió
| Év        | Magyar cím                               | Eredeti cím                                     | Szerep                                             | Megjegyzések                                           |
| --------- | ---------------------------------------- | ----------------------------------------------- | -------------------------------------------------- | ------------------------------------------------------ |
| 1985      |                                          | Malice in Wonderland                            | Ann                                                | tévéfilm                                               |
| 1986      |                                          | Spenser: For Hire                               | Maggie Ellis                                       | 1 epizód                                               |
| 1986      | Hárem                                    | Harem                                           | Jessica Gray                                       | tévéfilm                                               |
| 1988      | Karácsonyra otthon                       | I'll Be Home for Christmas                      | Leah Bundy                                         | tévéfilm                                               |
| 1993      | Bukott angyalok                          | Fallen Angels                                   | Bette Allison                                      | 1 epizód                                               |
| 1994–1997 |                                          | Duckman                                         | Bernice / Beverly / Beatrice / Grandma-ma (hangja) | 67 epizód                                              |
| 1995      | Testbeszéd                               | Body Language                                   | Theresa Janice Harlow                              | tévéfilm                                               |
| 1995      | Jaj, a szörnyek!                         | Aaahh!!! Real Monsters                          | Grelch (hangja)                                    | 2 epizód                                               |
| 1995–1997 |                                          | Almost Perfect                                  | Kim Cooper                                         | 34 epizód                                              |
| 1996      |                                          | The Real Adventures of Jonny Quest              | Spencer (hangja)                                   | 1 epizód                                               |
| 1997      | A pisztoly                               | Gun                                             | Diane Esheo                                        | 1 epizód                                               |
| 1998      | Superman                                 | Superman: The Animated Series                   | Darci Mason (hangja)                               | 1 epizód                                               |
| 1999      | Amiért érdemes élni                      | My Last Love                                    | Susan Morton                                       | - tévéfilm - magyar hangja: - Tóth Enikő               |
| 1999–2000 |                                          | Work with Me                                    | Julie Better                                       | 10 epizód                                              |
| 2000      | A Thornberry család                      | The Wild Thornberrys                            | Cat (hangja)                                       | 1 epizód                                               |
| 2000      | Nehéz választás                          | Running Mates                                   | Jennifer Pryce                                     | tévéfilm                                               |
| 2002      | A rózsa vére                             | Stephen King's Rose Red                         | Joyce Reardon professzor                           | - minisorozat (3 epizód) - magyar hangja: - Tóth Enikő |
| 2002–2004 |                                          | Becker                                          | Christine Connor                                   | 38 epizód                                              |
| 2007      | A buli nem áll meg                       | The Party Never Stops: Diary of a Binge Drinker | April Brenner                                      | tévéfilm                                               |
| 2007–2009 | Bill Engvall-show                        | The Bill Engvall Show                           | Susan Pearson                                      | 31 epizód                                              |
| 2008      | A médium                                 | Medium                                          | Laura Swenson                                      | 1 epizód                                               |
| 2009      | Gyilkos számok                           | Numb3rs                                         | Jane Karellen                                      | 1 epizód                                               |
| 2009      | Viharos vizeken                          | Safe Harbor                                     | Robbie                                             | tévéfilm                                               |
| 2010      |                                          | A Walk In My Shoes                              | Cindy / Trish                                      | tévéfilm                                               |
| 2010      |                                          | Pregnancy Pact                                  | Lorraine Dougan                                    | tévéfilm                                               |
| 2010      | Született feleségek                      | Desperate Housewives                            | Dr. Mary Wagner                                    | 2 epizód                                               |
| 2011      | A Grace klinika                          | Grey's Anatomy                                  | Alison                                             | 1 epizód                                               |
| 2011      | Szívek doktora                           | Hart of Dixie                                   | Emmeline Hattenbarger                              | 2 epizód                                               |
| 2011      | Így jártam anyátokkal                    | How I Met Your Mother                           | Cheryl Whittaker                                   | 1 epizód                                               |
| 2011–2021 | Apa csak egy van                         | Last Man Standing                               | Vanessa Baxter                                     | 194 epizód                                             |
| 2017–2018 | Mr. Mercedes                             | Mr. Mercedes                                    | Donna Hodges                                       | 9 epizód                                               |
| 2018      | A farm                                   | The Ranch                                       | Karen                                              | 1 epizód                                               |
| 2018–2019 | A Kominsky-módszer                       | The Kominsky Method                             | Lisa                                               | 16 epizód                                              |
| 2023      |                                          | Ride                                            | Isabelle "Mama" McMurray                           | 9 epizód                                               |
| 2023      | Esküdt ellenségek: Különleges ügyosztály | Law & Order: Special Victims Unit               | Winifred “Winnie” Humphreys                        | 1 epizód                                               |